# Mercedes S63 AMG

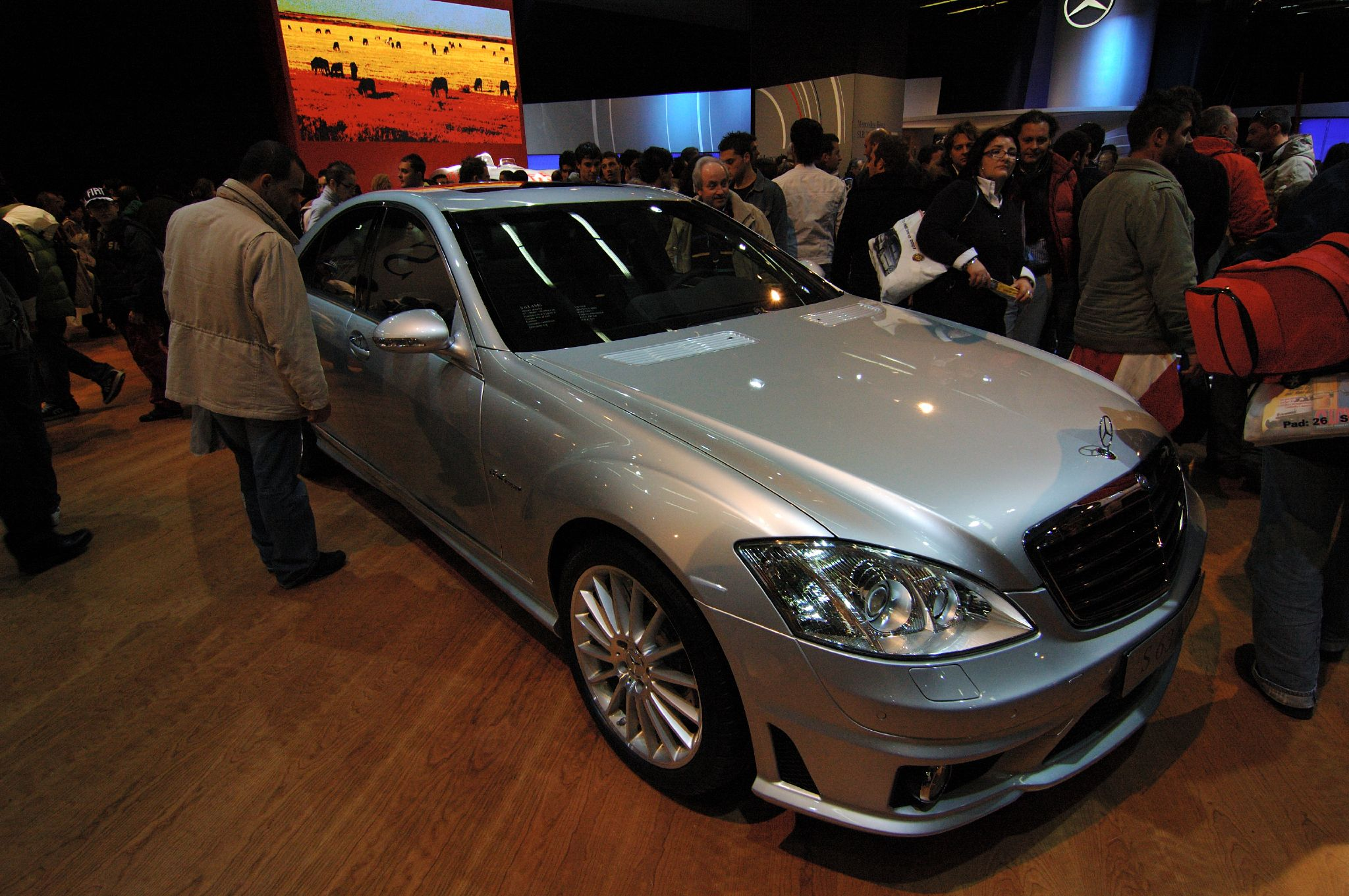

El Mercedes-Benz S63 AMG es el menor de los S-AMG y tiene algunas cosas en común con el E63 AMG. Es uno de los coches que lleva el V8 atmosférico más potente del mundo y no lleva el V12 Biturbo del S65.

## Especificaciones Generales
- Nombre: Mercedes-Benz S63 AMG
- Fabricante: Mercedes-Benz
- Compañía gemela: Daimler AG
- Producción: 2008-
- Motor: 6.3L V8
- Transmisión: 7-speed GTronic transmission
- Precio base: 160.000 €

### Especificaciones del coche
- Motor: V8 6.2
- Potencia: 517 CV
- Velocidad máxima: 300 km/h (limitado) y más de 320 sin limitar.
- 0-100: 4.4 segundos